# 蜂須賀健太郎
蜂須賀 健太郎（はちすか けんたろう、1965年6月17日 - ）は、日本の映画監督。日本映画監督協会会員。

## 略歴
和光大学卒業。
幼少の頃より8mmで映画を作り始める。
- 1982年、短編『A GIRL』が松竹映画の８ミリフォトのコンテストで優秀賞を受賞する。
- 1988年、大学四年在学中に、演歌のビデオクリップ『樹映子／そばにいて』を初演出、商業監督としてデビューする。
- 1993年、劇場用映画『黄昏のアインシュタイン』を初監督。翌94年、各地でロードショー公開。イギリスの映画評論家トニー・レインズ（英語版）らの強い支持を得て、ヴァンクーバー国際映画祭では、ドラゴン＆タイガーズアワードの1本にノミネート。サンフランシスコ・アジアアメリカ国際映画祭などに正式出品される。
- 1998年、劇場用映画第2作、須藤真澄原作の人気漫画『アクアリウム』を監督。福岡アジア映画祭では、コンペティション部門にノミネート。アップリンク・デジタル・シネマ特集などで上映。
- 2008年、絵本作家仁科幸子原作のパペット・アニメーション『パップンピット』を監督。
- 2009年、花畑牧場の手作りアニメ『ピンクのブルドッグ』を監督。
- 山梨県韮崎市の『ニーラ』（2010年）や、フィンランド、ロヴァニエミの『サンタクロース』（2012年）などの実写キャラクターの映像作品を監督。
- 2013年、日本とフィンランドとの合作によるファンタジー映画『サンタクロースがやってきた』を監督。
- 2015年、人形作家清水真理による球体関節人形を使用したアニメ映画『Alice in Dreamland アリス・イン・ドリームランド』を監督。[1]

## 主な監督作品

### 劇場用映画
- 黄昏のアインシュタイン（1993年）
- アクアリウム（1998年）
- サンタクロースがやってきた（2013年）
- Alice in Dreamland アリス・イン・ドリームランド（2015年）
- クロノス・ジョウンターの伝説（2019年）[2]
- あの庭の扉をあけたとき（2022年公開）[3]

### アニメーション
- パップンピット（2008年）
- ピンクのブルドッグ（2009年）

### ミュージックビデオ
- 樹映子「そばにいて」（ポリドール）
- ミッキー・カーチス「Legend1954-1994　スタンド・バイ・ミー」（BMGビクター）
- 冠二郎「太陽に叫ぼう」（日本コロムビア）
- ゴダイゴ「GATEWAY TO THE DRAGON 〜NEW BEAT〜」（日本コロムビア）
- 城之内ミサ「ASIAN WIND」（パシフィックムーン）
- 松山千春「君に」（日本コロムビア）

### デジタルコンテンツ
- PooL「Bye Bye ダーリン」（日本コロムビア）
- 奥菜恵「STAIRS」（日本コロムビア）
- 冠二郎「冠Revolution」（日本コロムビア）
- MALICE MIZER「Le ciel」（日本コロムビア）
- PRECOCI「BOX1」（日本コロムビア）
- 須藤温子「耳をすまして」（ヒートウェーブ)

### アイドルDVD
- Ace File「日本真白化計画」（東芝デジタルフロンティア）